# 津田出雲守室
津田出雲守室（つだいずものかみしつ、生没年不詳）は、戦国時代の女性。織田信秀の九女。

## 人物
織田信長の姉妹であるが、姉か妹かは不明で、出雲守自体の事績も不明である。